# Camrose
Camrose – miasto w Kanadzie, w prowincji Alberta, około 90 km od Edmonton.  Miasto ma wiele parków gdzie rosną dzikie róże, i przez to jest znane jako miasto róż.